# Крістіан Мавісса
Крістіан Мавісса Елебі (фр. Christian Mawissa Elebi, нар. 18 квітня 2005, Сен-Жан-де-Верж, Франція) — французький футболіст конголезького походження, захисник клубу «Монако».

## Ігрова кар'єра

### Клубна
Крістіан Мавісса народився у містечку Сен-Жан-де-Верж на півдні Франції. Він пройшов через ряд команд аматорського рівня, перш ніж у 2017 році опинився у молодіжній команді клубу Ліги 1 «Тулуза».
12 листопада 2022 року Мавісса підписав з клубом перший професійний контракт терміном на три роки. 29 грудня футболіст дебютував в основі «Тулузи» у матчі чемпіонату Франції проти «Марселя».
11 серпня 2024 року перейшов у «Монако», підписавши угоду на п'ять років.

### Збірна
У 2022 році у складі збірної Франції (U-17) Мавісса став переможцем юнацького чемпіонату Європи в Ізраїлі.

## Титули
Франція (U-17)
 Переможець юнацького чемпіонату Європи: 2022